# Gyranusoidea signata
Gyranusoidea signata is een vliesvleugelig insect uit de familie Encyrtidae. In 1970, publiceerden Annecke en Mynhardt voor het eerst de wetenschappelijke naam op een geldige manier.